# Boston All Stars
Boston All Stars – druga płyta nagrana przez amerykańskiego saksofonistę Charliego Mariano dla wytwórni Prestige Records. Nagrania zarejestrowano 27 stycznia 1953 w Bostonie. 10" LP ukazał się w 1953 (Prestige PRLP 153). Wśród muzyków uczestniczących w nagraniu utworu "Barsac" wymieniony jest Ira Gitler, amerykański dziennikarz i historyk jazzu, będący autorem tekstu opisującego płytę (tzw. liner notes), a jednocześnie nadzorujący realizację albumu.
Pierwsza płyta Mariano dla Prestige: The New Sounds From Boston – with Charlie Mariano and His Groups ukazała się w 1951. Wspólna reedycja obu LP wydana została przez Prestige w 1990 jako CD Charlie Mariano Boston All Stars (OJCCD-1745-2 PRLP 130/153). 

## Muzycy
- Charlie Mariano – saksofon altowy
- Herb Pomeroy – trąbka
- Dick Twardzik – fortepian (i tom-tom w "Barsac")
- Bernie Griggs – kontrabas
- Jimmy Weiner – perkusja
- Ira Gitler – dzwonki (w "Barsac")

## Lista utworów
Strona A
| 1. | "Bye, Bye Blues" (Fred Hamm, Dave Bennett, Bert Lown, Chauncey Grey) | 4:42  |
|    |                                                                      |       |
| 2. | "Barsac" (Charlie Mariano)                                           | 4:16  |
|    |                                                                      |       |
| 3. | "Bess, You Is My Women Now" (George Gershwin, Ira Gershwin)          | 3:48  |
|    |                                                                      |       |
|    |                                                                      | 12:46 |
|    |                                                                      |       |
Strona B
| 4. | "Stella by Starlight" (Victor Young, Ned Washington) | 3:40  |
|    |                                                      |       |
| 5. | "I'm Old Fashioned" (Jerome Kern, Johnny Mercer)     | 3:00  |
|    |                                                      |       |
| 6. | "Erosong" (Charlie Mariano)                          | 3:42  |
|    |                                                      |       |
|    |                                                      | 10:22 |
|    |                                                      |       |

## Informacje uzupełniające
- Restauracja i cyfryzacja nagrań – Joe Tarantino (reed. 1990)
- Dyrekcja artystyczna – Phil Carroll (reed. 1990)
- Projekt okładki – Gilles Margerin (reed. 1990)